# Wanchese (Carolina del Norte)
Wanchese es un lugar designado por el censo ubicado en el condado de Dare en el estado estadounidense de Carolina del Norte. La localidad en el año 2000, tenía una población de 1.527 habitantes en una superficie de 21.3 km², con una densidad poblacional de 125.8 personas por km².

## Geografía
Wanchese se encuentra ubicado en las coordenadas 35°50′42″N 75°38′22″O / 35.845046, -75.639544. Según la Oficina del Censo, la localidad tiene un área total de 21,3 km² (8,2 mi²), de la cual 21,2 km² (8,2 mi²) es tierra y 2 km² (0,8 mi²) (14.26%) es agua.

### Localidades adyacentes
El siguiente diagrama muestra a las localidades en un radio de 32 kilómetros (19,9 mi) de Wanchese.

## Demografía
En el 2000 la renta per cápita promedia del hogar era de $39.250, y el ingreso promedio para una familia era de $43.173. El ingreso per cápita para la localidad era de $17.492. En 2000 los hombres tenían un ingreso per cápita de $28.958 contra $21.591 para las mujeres. Alrededor del 8.10% de la población estaba bajo el umbral de pobreza nacional.